# Liga Norte de Futsal
La Liga Norte de Futsal è una competizione brasiliana di calcio a 5 fondata nel 2005, disputata dalle squadre di club della Região Norte.

## Albo d'oro
| Stagione | Sede          | Vincitore            | Finalista     |
| -------- | ------------- | -------------------- | ------------- |
| 2005     | Belém         | Paysandu             | Remo          |
| 2006     | Boa Vista     | Ananindeua           | Constelação   |
| 2007     | Porto Velho   | Ananindeua           | Tapajós       |
| 2008     | Pedro Afonso  | Ananindeua           | Pedro Afonso  |
| 2009     | Belém         | Ananindeua           | Shouse        |
| 2010     | Manaus        | Unidos do Alvorada   | Dal Molin     |
| 2011     | Porto Velho   | Ananindeua           | Shouse        |
| 2012     | Palmas        | Shouse               | Falcão 12     |
| 2013     | Rio Branco    | Banco do Brasil      | Shouse        |
| 2014     | Non disputata | Non disputata        | Non disputata |
| 2015     | Bragança      | Continental Bragança | Shouse        |
| 2016     | Porto Velho   | Shouse               | Mojuca        |
| 2017     | Boa Vista     | Tubaronense          | Constelação   |
| 2018     | Porto Velho   | Shouse               | Mojuca        |

## Vittorie per club
| Titoli | Squadra              | Anni                         |
| ------ | -------------------- | ---------------------------- |
| 5      | Ananindeua           | 2006, 2007, 2008, 2009, 2011 |
| 3      | Shouse               | 2012, 2016, 2018             |
| 1      | Paysandu             | 2005                         |
| 1      | Unidos do Alvorada   | 2010                         |
| 1      | Banco do Brasil      | 2013                         |
| 1      | Continental Bragança | 2015                         |
| 1      | Tubaronense          | 2017                         |